# Alegeri legislative în Țările de Jos, 1922
Alegerile generale ale Camerei Reprezentanților a Parlamentului Olandez, au fost ținute în Olanda la data de 5 iulie, 1922. Au fost primele alegeri sub vot universal.

## Sumarul Alegerilor
| Partide                                     | %    | Locuri în Parlament |
| ------------------------------------------- | ---- | ------------------- |
| Uniunea Romano-Catolică aleasă de societate | 29.9 | 32                  |
| Partidul Social Democrat Muncitoresc        | 19.4 | 20                  |
| Partidul Anti-Revoluționar                  | 13.7 | 16                  |
| Uniunea Creștino-Istorică                   | 10.9 | 11                  |
| Uniunea pentru Libertate                    | 9.3  | 10                  |
| Uniunea Liberal-Democrată                   | 4.6  | 5                   |
| Partidul Comunist Olandez                   | 1.8  | 2                   |
| Uniunea Tărăniștilor                        | 1.6  | 2                   |
| Partidul Politic Reformat                   | 0.9  | 1                   |
| Partidul Liberal                            | .    | 1                   |
| Total                                       | -    | 100                 |